# 필립스쥐
필립스쥐(Mus phillipsi)는 쥐과 생쥐속에 속하는 설치류의 일종이다. 인도에서만 발견된다. 자연 서식지는 아열대 또는 열대 기후 지역의 건조림과 건조 저지대 초원, 뜨거운 사막 지대이다. 서식지 감소로 위협을 받고 있다.